# Henry Sears
Henry Edward Sears (* 11. Mai 1870 in Boston; † 19. Oktober 1920 in Beverly) war ein US-amerikanischer Sportschütze.

## Erfolge
Henry Sears nahm an den Olympischen Spielen 1912 in Stockholm in drei Wettbewerben teil. Im Einzelwettbewerb mit der Freien Pistole belegte er mit 459 Punkten den siebten Platz. In der Mannschaftskonkurrenz belegte er gemeinsam mit Alfred Lane, Peter Dolfen und John Dietz den ersten Platz. Mit 1916 Punkten behaupteten sich die US-Amerikaner vor der schwedischen und der britischen Mannschaft und wurden damit Olympiasieger. Sears war dabei mit 474 Punkten der zweitbeste Schütze der Mannschaft. Mit der Duellpistole über die 30-Meter-Distanz kam er nicht über den 21. Platz hinaus.
Sears besuchte die Harvard University und machte 1896 seinen Abschluss an der Harvard Medical School. Er ließ sich in Massachusetts als Arzt nieder. Im Spanisch-Amerikanischen Krieg diente er ebenfalls in dieser Funktion und erreichte innerhalb des Militärs den Rang eines Lieutenant Colonels. 1920 erlitt Sears einen Nervenzusammenbruch, woraufhin er mehrere Monate im Krankenhaus verbrachte. Als seine Ehefrau aufgrund einer schweren Erkrankung operiert werden musste, nahm sich Sears am Tag vor der geplanten Operation durch einen Schuss ins Herz das Leben.
Sein Urenkel Teddy Sears ist Schauspieler.